# Pickering—Brooklin
Pour les articles homonymes, voir Uxbridge.
Circonscription électorale fédérale du Canada
Pickering—Uxbridge est une circonscription électorale fédérale en Ontario.

## Circonscription fédérale
Située dans la Municipalité régionale de Durham dans la banlieue de Toronto, comprenant la ville de Pickering et le canton de Uxbridge.
Les circonscriptions limitrophes sont York—Simcoe, Haliburton—Kawartha Lakes—Brock, Durham, Whitby, Scarborough—Rouge River, Markham—Stouffville  et Ajax.  
À la suite du découpage de la carte électorale de 2022, la circonscription sera renommée Pickering–Brooklin. Elle perd le canton de Uxbridge.

### Historique
| Législature                                                                                 | Années       | Député | Député             | Parti   |
| ------------------------------------------------------------------------------------------- | ------------ | ------ | ------------------ | ------- |
| Pickering—Uxbridge issue d'une partie d'Ajax—Pickering, Durham et Pickering—Scarborough-Est |              |        |                    |         |
| 42e                                                                                         | 2015–2019    |        | Jennifer O'Connell | Libéral |
| 43e                                                                                         | 2019–2021    |        | Jennifer O'Connell | Libéral |
| 44e                                                                                         | 2021–Présent |        | Jennifer O'Connell | Libéral |
| Pickering–Brooklin                                                                          |              |        |                    |         |